# 西パナマ県
西パナマ県（にしパナマけん）は、パナマの県の一つ。県庁所在地はラ・チョレラ（La Chorrera）。2014年1月1日にパナマ県の西部を分割して創設された、パナマの中では最も新しい県である。パナマ運河の西岸に位置する。人口はパナマ県の次に多い。

## 隣接する県
- コロン県
- パナマ県
- コクレ県

## 下位行政区画
西パナマ県は、パナマ県時代から続く5地区（Distrito）で成リ立っている。
- Distrito de Arraiján

行政区画

- Distrito de Capira
- Distrito de Chame
- Distrito de La Chorrera
- Distrito de San Carlos